# Danny van der Ree
Danny van der Ree (Den Haag, 21 september 1988) is een Nederlandse voormalig voetballer die als verdediger speelde.

## Loopbaan
Van der Ree begon in de jeugd bij DHC waar hij ook in het eerste elftal kwam. Hierna ging hij naar TONEGIDO. Die club sloot in het seizoen 2007/08 een samenwerkingsovereenkomst met het Slowaakse AS Trenčín op initiatief van toenmalig Trenčín eigenaar Tscheu La Ling. Een aantal spelers van TONEGIDO, waaronder Van der Ree, kreeg begin 2008 de kans om in de Corgoň Liga te gaan spelen. Aanvaller Van der Ree kwam tot vier wedstrijden in Slowakije en ging in de zomer van 2008 naar Willem II waar hij voornamelijk bij Jong Willem II zou spelen. In 2009 ging hij naar ADO Den Haag. Ook hier maakte hij geen competitieminuten in het eerste elftal. Hij besloot eind 2010 zijn profcarrière te beëindigen. Van der Ree ging bij DHC spelen. Na zes seizoenen beëindigde hij ook zijn amateurcarrière.